# Punti estremi degli Stati Uniti d'America

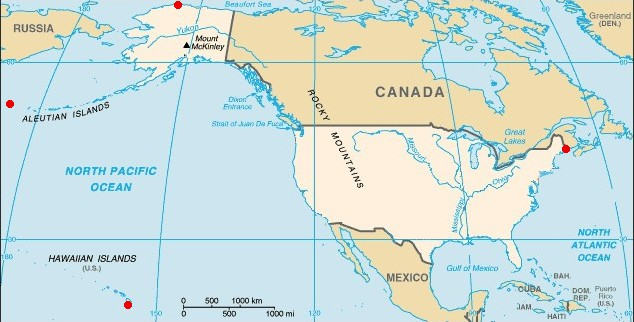
Punti estremi nei 50 stati: Punta Barrow, Ka Lae, Sail Rock, Isola Peaked

Punti estremi negli Stati Uniti d'America contigui: Northwest Angle, Ballast Key, Sail Rock, Bodelteh Islands

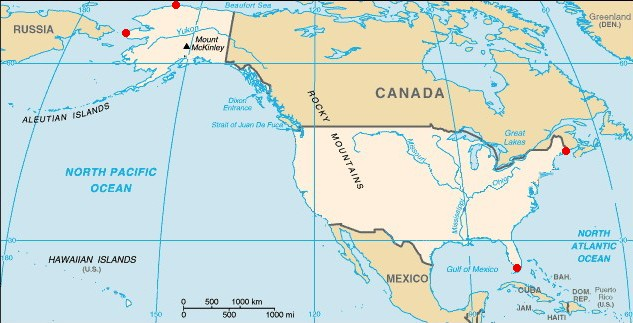
Punti estremi degli Stati Uniti nel continente nordamericano: Punta Barrow, Cape Sable, West Quoddy Head, capo Principe di Galles

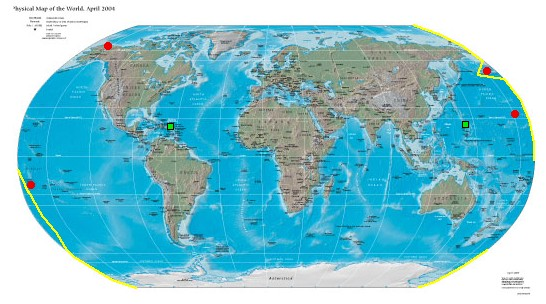
Punti estremi in tutti i territori statunitensi: Punta Barrow, Atollo Rose, isola di Wake, isola Peaked (punti rossi); Point Udall a Guam e Point Udall nelle Isole Vergini Americane sono mostrati in verde. La linea internazionale del cambio di data è mostrata in giallo.

Questa è una lista dei punti estremi geografici degli Stati Uniti d'America, cioè i punti che si trovano più a nord, sud, est e ovest di ogni altro luogo della nazione. Sono anche inclusi i punti estremi in termini di elevazione, distanza e altri punti di interesse geografico peculiare. Esistono diversi punti estremi secondo ogni classificazione a seconda che si considerino gli Stati Uniti d'America nel loro complesso, i 50 stati, oppure solamente gli Stati Uniti d'America contigui, ossia escludendo Alaska e Hawaii oppure considerando ancora gli Stati Uniti comprensivi dei territori organizzati non incorporati, ossia anche Porto Rico, le Samoa Americane, le Isole Marianne Settentrionali, Guam, le Isole Vergini Americane e tutte le altre isole minori esterne.

## Nord
- Punta Barrow, Alaska 71°23′20″N 156°28′45″W – il punto più a nord degli Stati Uniti
- Utqiaġvik, Alaska 71°17′44″N 156°45′59″W – l'area incorporata più a nord in tutti i territori degli Stati Uniti, con una popolazione di circa 4 000 persone
- Fairbanks, Alaska 64°50′22.94″N 147°43′14.63″W – la città con almeno 20 000 residenti più a nord, e la città incorporata più a nord con accesso tramite strada pubblica
- Anchorage, Alaska 61°13′04.17″N 149°53′33.17″W – la città con almeno 100 000 residenti più a nord
- Juneau, Alaska 58°17′56.77″N 134°25′12.86″W – la capitale più a nord degli Stati Uniti
- insenatura di Northwest Angle nel lago dei Boschi, Minnesota 49°23′04.1″N 95°09′12.2″W – punto più a nord degli 48 stati contigui
- Sumas, Washington 49°00′08.6″N 122°15′40″W – area incorporata più a nord dei 48 stati contigui
- Lynden, Washington 48°56′43″N 122°27′10″W – città con almeno 10 000 residenti più a nord nei 48 stati contigui
- Bellingham, Washington 48°45′19.12″N 122°28′43.54″W – città con almeno 50 000 residenti più a nord dei 48 stati contigui
- Everett, Washington 47°58′41″N 122°12′27″W – città con almeno 100 000 residenti più a nord dei 48 stati contigui
- Spokane, Washington 47°39′37″N 117°25′25″W – città con almeno 200 000 residenti più a nord dei 48 stati contigui
- Seattle, Washington 47°36′13.81″N 122°19′48.56″W – città con almeno 500 000 residenti più a nord dei 48 stati contigui
- Olympia, Washington 47°02′16″N 122°54′03″W – la capitale più settentrionale dei 48 stati contigui
- Chicago, Illinois 41°53′01.9″N 87°37′53.87″W – città con almeno un milione di residenti più a nord degli Stati Uniti
- l'Alaska ha il centro geografico più a nord di tutti gli stati. Il Dakota del Nord ha il centro geografico più a nord dei 48 stati contigui.

## Sud
- Atollo Rose, Samoa Americane 14°34′11″S 168°09′10″W – il punto più a sud degli Stati Uniti[1]
- Futiga, Samoa Americane 14°22′22.75″S 170°45′35.07″W – la città più a sud degli Stati Uniti
- Pago Pago, Samoa Americane 14°16′25.76″S 170°42′04.55″W – la capitale più a sud degli Stati Uniti
- Atollo di Palmyra, Isole minori esterne 5°53′02″N 162°04′42″W – il punto più a sud di tutti gli Stati Uniti, compresi i territori incorporati
- San Juan, Porto Rico 18°27′56″N 66°06′21″W – la città di almeno 250 000 residenti più a sud in tutti gli Stati Uniti, territori compresi
- Ka Lae, Hawaii 18°54′39″N 155°40′52″W – il punto più a sud dei 50 stati
- Discovery Harbour, Hawaii 19°02′03″N 155°37′49″W - il centro abitato più a sud dei 50 stati
- Naalehu, Hawaii 19°03′57″N 155°35′15″W – la città più a sud dei 50 stati
- Hilo, Hawaii 19°41′58″N 155°04′51″W – il luogo più meridionale con almeno 25 000 abitanti nei 50 stati
- Honolulu, Hawaii 21°18′19″N 157°51′25″W – capitale più a sud e area incorporata più a sud dei 50 stati (unica area incorporata della Hawaii)
- Western Dry Rocks, Florida Keys, Florida 24°26.8′N 81°55.6′W – punto più meridionale dei 48 stati contigui, si trova occasionalmente sopra il livello del mare con la bassa marea
- Ballast Key, Florida 24°31′15″N 81°57′49″W – punto più a sud dei 48 stati contigui che si trova sempre sopra il livello del mare
- Key West, Florida 24°32′38.724″N 81°48′17.658″W – area incorporata più meridionale dei 48 stati contigui
- Capo Sable, Florida 25°07′06″N 81°05′11″W – il punto più a sud della terraferma statunitense
- Florida City, Florida 25°26′54″N 80°28′57″W – il comune più a sud dei 48 stati contigui
- Miami, Florida 25°43′40″N 80°14′02″W – l'area metropolitana più meridionale dei 48 stati contigui
- Contea di Cameron, Texas 25°50′14.5″N 97°23′39.9″W – punto più a sud sul confine tra il Messico e gli Stati Uniti d'America.
- San Antonio, Texas 29°28′20.64″N 98°31′30.36″W – la città con almeno un milione di residenti più meridionale degli Stati Uniti
- Austin, Texas 30°16′02″N 97°44′35″W – la capitale più a sud dei 48 stati contigui
- le Hawaii hanno il centro geografico più meridionale di tutti gli stati. La Florida ha il centro geografico più meridionale dei 48 stati contigui.

## Est
- Point Udall, Saint Croix, Isole Vergini Americane 17°45′19″N 64°33′54″W – il punto più orientale degli Stati Uniti
- Christiansted, Isole Vergini Americane 17°44′53.52″N 64°43′00.48″W – la città più orientale degli Stati Uniti
- Charlotte Amalie, Isole Vergini Americane 18°20′26.48″N 64°55′51.83″W – la capitale più ad est degli Stati Uniti
- San Juan, Porto Rico 18°27′55.8″N 66°06′20.52″W – la città di almeno 250 000 residenti più orientale degli Stati Uniti, territori compresi
- Sail Rock, Lubec, Maine 44°48′45.2″N 66°56′49.3″W – il punto più orientale dei 50 stati, e area incorporata più ad est dei 50 stati
- West Quoddy Head, Maine 44°48′55.4″N 66°56′59.2″W – il punto più orientale della terraferma statunitense
- Bangor, Maine 44°49.3′N 68°43.1′W – la città di almeno 20 000 residenti più orientale nei 50 stati
- Augusta, Maine 44°18′25.2″N 69°46′55.2″W – la capitale più orientale degli Stati Uniti
- Portland, Maine 43°42′N 70°05.2′W – la città di almeno 50 000 residenti più orientale nei 50 stati
- Boston, Massachusetts 42°19′55.2″N 71°01′12.72″W – la città di almeno 500 000 residenti più orientale nei 50 stati
- New York, stato di New York 40°39′48.6″N 73°56′19.32″W – la città di almeno un milione residenti più orientale nei 50 stati
- Pochnoi Point, isola Semisopochnoi, Alaska 51°57′42″N 179°46′23″E – punto più orientale degli Stati Uniti per longitudine
- Peacock Point, isola di Wake 19°16′13.2″N 166°39′26.3″E – la prima alba (all'equinozio) in tutti gli Stati Uniti, territori compresi
- Municipalità Isole Settentrionali, Isole Marianne Settentrionali 16°01′37.56″N 146°03′52.2″E – la municipalità più orientale di tutti gli Stati Uniti, territori compresi, per longitudine
- Saipan, Isole Marianne Settentrionali 15°11′N 145°45′E – la capitale più orientale degli Stati Uniti, per longitudine
- il Maine ha il centro geografico più ad est dei 50 stati

## Ovest
- Point Udall, Santa Rita, Guam (13°26′51″N 144°37′05.5″E) – il punto più occidentale e città più occidentale degli Stati Uniti
- Hagåtña, Guam 13°28′38.15″N 144°44′50.1″E – la capitale più occidentale degli Stati Uniti
- Isola Peaked, al largo di Capo Wrangell, isola di Attu, Alaska 52°55′14″N 172°26′16″E – il punto più occidentale dei 50 stati, e ultimo tramonto (all'equinozio) in tutti gli Stati Uniti, territori compresi. Ad ovest di questo punto passa la linea internazionale del cambio di data, dopo la quale iniziano le isole territoriali russe.
- Amatignak, Alaska 51°16′07″N 179°08′55″W – il punto più occidentale di tutti gli Stati Uniti, territori compresi, per longitudine
- Adak, Alaska 51°49′20.64″N 176°42′52.92″W – la città incorporata più occidentale dei 50 stati
- Pago Pago, Samoa Americane 14°16′46″S 170°42′02″W – la capitale più occidentale degli Stati Uniti, per longitudine
- Capo Principe di Galles, Alaska 65°38′32″N 168°07′08″W – il punto più occidentale del Nord America
- Unalaska, Alaska 53°53′20.34″N 166°31′38.06″W – la città con almeno 2 500 residenti più occidentale dei 50 stati
- Honolulu, Hawaii 21°18′25″N 157°51′30″W – la capitale più occidentale degli Stati Uniti
- Anchor Point, Alaska (59°46′20.8914″N 151°52′02.373″W) – il punto più occidentale del sistema stradale nordamericano[2]
- Umatilla Reef, al largo di Capo Alava, Washington 48°11.1′N 124°47.1′W – il punto più occidentale dei 48 stati contigui, che si trova occasionalmente al di sopra del livello del mare con bassa marea.
- isole Bodelteh, al largo di Capo Alava, Washington 48°10′42.7″N 124°46′18.1″W – il punto più occidentale dei 48 stati contigui, che si trova sempre sopra il livello dell'acqua
- Capo Alava, Washington 48°09′51″N 124°43′59″W – il punto più occidentale della terraferma statunitense
- Neah Bay, Washington 48°21′56″N 124°36′56″W – la città più ad ovest dei 48 stati contigui
- Port Orford, Oregon 42°45′14.63″N 124°30′45.38″W – l'area incorporata più occidentale dei 48 stati contigui
- Brookings, Oregon 42°03′19.08″N 124°17′15″W – la città con più di 5 000 residenti più ad ovest nei 48 stati contigui
- Coos Bay, Oregon 43°22′05.16″N 124°13′02.64″W – la città con più di 10 000 residenti più ad ovest nei 48 stati contigui
- Eureka, California 40°46.3′N 124°12.2′W – la città con più di 25 000 residenti più ad ovest nei 48 stati contigui
- Corvallis, Oregon 44°32.6′N 123°20.2′W – la città con più di 50 000 residenti più ad ovest nei 48 stati contigui
- Eugene, Oregon 44°05.1′N 123°12.5′W – la città con più di 100 000 residenti più ad ovest nei 48 stati contigui
- Salem, Oregon 44°56′21″N 123°02′22″W – la capitale più occidentale dei 48 stati contigui
- Portland, Oregon 45°35.5′N 122°50.2′W – la città con più di 500 000 residenti più ad ovest nei 48 stati contigui
- San Jose, California 37°26.9′N 122°02.8′W – la città con più di un milione di residenti più ad ovest nei 48 stati contigui
- le Hawaii hanno il centro geografico più occidentale di tutti gli stati, l'Oregon ha il centro geografico più occidentale dei 48 stati contigui

## Interpretazione di est e ovest
Vi sono diversi metodi per definire gli estremi orientali ed occidentali degli Stati Uniti.
Un metodo consiste nell'utilizzo del meridiano di Greenwich come linea di divisione tra est e ovest. Questo meridiano corre attraverso Greenwich, a Londra, ed è definito come longitudine zero, e potrebbe essere chiamato il luogo meno ad est e meno ad ovest del mondo. Il 180º meridiano, al lato opposto del globo, è invece il punto più orientale e più occidentale del mondo.
Un altro metodo consiste nell'utilizzare la linea internazionale del cambio di data come estremo orientale e occidentale; all'equinozio, il punto più orientale sarebbe dove inizia il giorno, e il punto più occidentale sarebbe quello dove il giorno infine termina.
Un ulteriore metodo prevede di determinare il centro geografico della nazione, e da lì misurare la più breve distanza da ogni altro punto. Tutto il territorio degli Stati Uniti si trova entro i 180° di longitudine, pertanto da ogni punto degli Stati Uniti è più diretto raggiungere il punto più orientale, Point Udall, nelle Isole Vergini Americane, viaggiando verso est piuttosto che verso ovest. Allo stesso modo, non vi è un singolo punto negli Stati Uniti da cui dirigersi verso est rappresenta il modo più breve per raggiungere il punto più ad ovest, Point Udall a Guam, anche considerando le rotte attraverso i poli. I due diversi Point Udall sono chiamati così in onore di due uomini diversi: Mo Udall (Guam) e Stewart Udall (Isole Vergini), fratelli provenienti dalla famiglia Udall dell'Arizona; entrambi furono membri del Congresso degli Stati Uniti.

## Punto più alto
- Monte McKinley, Alaska 63°04′09″N 151°00′23″W – la più alta cima degli Stati Uniti, compresi territori, e del Nord America, a 6 190,5 metri di altitudine
- Monte Whitney,[4][5] California 36°34′43″N 118°17′31″W – la più alta cima nei 48 stati contigui con 4 421 metri di altitudine
- Grays Peak,[6] Colorado 39°38′01″N 105°49′03″W – la più alta cima dello spartiacque continentale delle Americhe con 4 350 metri di altitudine
- Mauna Kea,[7] Hawaii 19°49′14″N 155°28′05″W – la più alta cima insulare in tutti gli Stati Uniti compresi i territori, e in tutto l'Oceano Pacifico, a 4 205 metri di altitutine
- Taos Ski Valley, Nuovo Messico 36°35′52″N 105°26′42″W – il più alto villaggio in tutti gli Stati Uniti compresi i territori, a 3 835 metri di altitudine (nessun residente vive sopra 3 150 metri)[8]
- Winter Park, Colorado 39°53′34″N 105°45′43″W – il punto più alto in una città degli Stati Uniti compresi i territori, a 3 680 metri di altitudine (nessun residente vive oltre 2 910 metri di altezza)
- Contea di San Juan, Colorado 37°49′N 107°40′W – la contea più elevata, con altitudine media di 3 430 metri
- Alma, Colorado 39°17′02″N 106°03′46″W – la più alta città degli Stati Uniti compresi i territori, a 3 156 metri di altezza; le aree residenziali contigue si estendono fino a 3 560 metri.
- Woodland Park, Colorado 38°59′54″N 105°03′23″W – la città di almeno 5 000 residenti più elevata in tutti gli Stati Uniti territori compresi, a 2 580 metri di altitudine.
- Laramie, Wyoming 41°18′40″N 105°35′37″W – la città di almeno 10 000 residenti più elevata in tutti gli Stati Uniti territori compresi, a 2 184 metri di altitudine.
- Santa Fe, Nuovo Messico 35°40′02″N 105°57′52″W – la città di almeno 50 000 residenti più elevata in tutti gli Stati Uniti territori compresi, a 2 130 metri di altitudine.
- Colorado Springs, Colorado 38°50′02″N 104°49′31″W – la città di almeno 100 000 residenti più elevata in tutti gli Stati Uniti territori compresi, a 1 839 metri di altitudine.
- Denver, Colorado 39°45′43″N 104°52′52″W – la città di almeno 500 000 residenti più elevata in tutti gli Stati Uniti territori compresi, a 1 610 metri di altitudine.
- Aeroporto di Lake County, Colorado 39°13′13″N 106°19′00″W – il più elevato campo volo degli Stati Uniti territori compresi e anche del Nord America, a 3 026 metri di altitudine
- Campidoglio del Nuovo Messico a Santa Fe 35°40′56″N 105°56′23″W – il più elevato Campidoglio degli Stati Uniti, a 2 135 metri di altitutine
- Colorado 39°00′N 105°30′W – il più alto stato per elevazione media, con 2 100 metri di altitudine media
- Monte Mitchell, Carolina del Nord 35°45′53″N 82°15′54″W – il punto più elevato degli Stati Uniti orientali, a 2 037 metri di altezza
- Monte Washington, New Hampshire 44°16′13″N 71°18′12″W – il punto più elevato degli Stati Uniti nord-orientali, a 1 917 metri di altezza
- fiume Arikaree, contea di Yuma, Colorado al confine con il Kansas 39°58′42″N 102°03′06″W – il più alto punto meno elevato degli stati, a 1 011 metri di altitudine
- Beech Mountain, Carolina del Nord 36°12′23″N 81°52′59″W – la più elevata area incorporata ad est del fiume Mississippi, a 1 678 metri di altezza.
- Boone, Carolina del Nord 36°12′41″N 81°40′07″W – la città di almeno 10 000 abitanti più elevata ad est del fiume Mississippi, a 1 016 metri di altitudine.
- Eisenhower Tunnel, ad ovest di Denver nel Colorado 39°40′42.6″N 105°55′12″W – il punto più alto del sistema autostradale, a 3 401 metri di altitudine.

## Punto più basso
- Bacino di Badwater, Valle della Morte, California 36°14′23″N 116°50′05″W – il più basso punto superficiale di tutti gli Stati Uniti, territori compresi, e dell'intero Nord America, a -85 metri[9]
- Lago Salton, California 33°19′59″N 115°50′03″W – il lago più basso di tutti gli Stati Uniti, territori compresi, e del Nord America, a -69 metri
- Aeroporto di Furnace Creek, California 36°27′50″N 116°52′53″W – il più basso aeroporto degli Stati Uniti, territori compresi, e dell'emisfero occidentale, a -64 metri
- Furnace Creek, California[10] 36°27′29″N 116°52′15″W – il più basso centro abitato degli Stati Uniti, territori compresi, e dell'emisfero occidentale, a -58 metri.
- Calipatria, California 33°07′32″N 115°30′51″W – la più bassa città degli Stati Uniti, territori compresi, e dell'emisfero occidentale, a -56 metri.
- 9° Ward di New Orleans, Louisiana 30°02′40″N 89°56′47″W – il più basso punto degli Stati Uniti orientali, a -2,1 metri.
- New Orleans, Louisiana 29°58′N 90°03′W – la più bassa città di almeno 250 000 abitanti in tutti gli Stati Uniti, territori compresi, e dell'emisfero occidentale, con una elevazione media di -0,46 metri.
- Delaware 39°00′17″N 75°32′46″W – il più basso stato, con una elevazione media di 18 metri.
- Britton Hill, Florida 30°59′18″N 86°16′55″W – il più basso punto a maggiore elevazione dei singoli stati, con 105 metri.
- fondo del Lago Superiore, Michigan 46°54′31″N 86°35′52″W – il più basso punto di acqua dolce in tutti gli Stati Uniti, territori compresi, a -223 metri.
- fondo dello Stretto di Puget, Washington, 47°44.9′N 122°25.7′W – il più basso punto marino situato nell'interno degli Stati Uniti, a -291 metri.

## Altri punti
- centro geografico dei 50 stati: circa 32 km a nord di Belle Fourche, nel Dakota del Sud 44°58′N 103°46′W
- centro geografico dei 48 Stati Uniti contigui: circa a 6,5 km ad ovest di Lebanon, in Kansas
- il centro geografico del Nord America si trova a 48°10′N 100°10′W, circa 10 km ad ovest di Balta, nella contea di Pierce, nel Dakota del Nord.[11]
- punto più vicino all'equatore: isola Baker 0°11′41″N 176°28′46″W.
- punto più remoto dei 50 stati: fiume Ipnavik, nella riserva nazionale di Petrolio in Alaska, 68°45′N 156°41′W; 190 km dalla più vicina abitazione.
- il polo dell'inaccessibilità nordamericano (il più distante dall'oceano) si trova a 43°22′N 101°58′W, circa 19 km a sud-est della città di Kyle, nel Dakota del Sud, all'interno della riserva indiana di Pine Ridge, nella contea di Bennett nel Dakota del Sud, a 1650 km dalla più vicina costa.
- il punto più a sud-ovest dei 48 Stati Uniti contigui è Border Field State Park, in California.[12]
- il punto più a nord-ovest dei 48 Stati Uniti contigui è Capo Flattery, nello Stato di Washington.[13]
- il punto più a nord-est dei 48 Stati Uniti contigui si trova a Van Buren, Maine, 47°14.14′N 68°01.233′W[14]

## Isole
- isola di Hawaii, nelle Hawaii 19°49′15″N 155°28′05″W – l'isola più estesa di tutti gli Stati Uniti, territori compresi, con 10 430 km² di estensione, e l'isola più alta dell'intero Oceano Pacifico, con 4 205 metri di altezza massima.
- isola Kodiak, Alaska 57°28′N 153°26′W – l'isola più estesa del golfo dell'Alaska con 9 311,2 km² di estensione.
- isola di Porto Rico, a Porto Rico 18°15′N 66°30′W – l'isola più estesa dei territori caraibici statunitensi, con 9 104 km² di area.
- isola Principe di Galles, Alaska 55°37′55″N 132°54′27″W – l'isola più estesa dell'Arcipelago Alessandro, con un'area di 6 670 km².
- isola di San Lorenzo, Alaska 63°24′54″N 170°23′58″W – l'isola più estesa del mare di Bering, con 4 640,1 km² di estensione.
- Unimak, Alaska 54°46′06″N 164°11′12″W – la maggiore delle isole Aleutine, con 4 069,9 km² di estensione.
- Long Island, New York 40°52′10″N 73°00′00″W – la maggiore isola statunitense nell'Oceano Atlantico, 3 630 km² di area.
- isola del Padre, Texas 26°50′40″N 97°22′04″W – la maggiore isola del golfo del Messico, con 650 km² di estensione, e la maggiore isola barriera della Terra, con una lunghezza di 182 km.
- Isle Royale nel Lago Superiore, Michigan 48°00′N 88°55′W – l'isola lacustre più estesa di tutti gli Stati Uniti, territori compresi, con 535,4 km² di area.
- isola Whidbey, Washington 48°08′11″N 122°34′57″W – la maggiore isola dello stretto di Puget, 436,9 km² di estensione.
- isola di Santa Cruz, California 34°00′13″N 119°43′35″W – la maggiore isola delle Channel Islands, 250 km².
- le isole più remote degli Stati Uniti si trovano nelle Isole minori esterne; tra di esse vi sono quelle dell'atollo di Palmyra e Johnston.[15][16]

## Laghi
- Lago Michigan-Huron 45°48′N 84°45′W – il più esteso lago del mondo per superficie, con 117 000 km², di cui 81 600 km² negli Stati Uniti.
- Lago Superiore 47°42′N 87°30′W – situato sul confine tra Canada e Stati Uniti d'America, è il secondo maggiore lago del mondo, con 82 100 km² di area, di cui 53 350 negli Stati Uniti.[17] È anche il maggiore lago del Nord America per volume, con 12 000 km³ di acqua; è comunemente chiamato il più esteso lago, quando il lago Michigan ed il lago Huron non vengono considerati un lago solo.
- Gran Lago Salato, Utah, 41°10′N 112°35′W – il maggiore lago endoreico, con 4 400 km² di area.
- Lago Crater, Oregon, 42°57′N 122°05′W – il lago più profondo, con 592 metri.
- Pacific Tarn, Colorado, 39°25′11″N 106°07′11″W – il lago più elevato, posto a 4 090 metri s.l.m.

## Fiumi
- fiume Mississippi 29°09′04″N 89°15′12″W – ha il maggiore bacino idrografico, che si estende per 2 980 000 km².
- fiumi Mississippi-Missouri-Jefferson 29°09′04″N 89°15′12″W – il più lungo sistema fluviale, con 6 280 km.
- fiume Missouri 38°48′49″N 90°07′11″W – il più lungo fiume degli Stati Uniti, con 3 767 km.
- fiume Mississippi 29°09′04″N 89°15′12″W – il più lungo fiume che si getta nel golfo del Messico, lungo 3 544 km.
- fiume Yukon 62°35′55″N 164°47′40″W – il più lungo fiume che si getta nel mare di Bering, lungo 3 185 km.
- fiume Colorado 31°48′57″N 114°48′22″W – il più lungo fiume che si getta nel golfo di California, lungo 2 330 km.
- fiume Columbia 46°14′39″N 124°03′29″W – il più lungo fiume che si getta nell'Oceano Pacifico, lungo 2 000 km.
- fiume San Lorenzo 49°40′N 64°30′W – il più lungo fiume che si getta nell'Oceano Atlantico, lungo 970 km.
- fiume Bear 41°27′30″N 112°17′25″W – il fiume con il più lungo bacino endoreico, lungo 790 km.

## Distanze
- la maggiore distanza est-ovest nei 48 Stati Uniti d'America contigui: 4 500 km.
- la maggiore distanza nord-sud nei 48 Stati Uniti contigui: 2 600 km.[18]
- la maggiore distanza tra due punti qualsiasi nel territorio degli Stati Uniti: 15 311 km, da Point Udall, Guam, a Point Udall, Saint Croix, Isole Vergini Americane (in precedenza conosciuti rispettivamente come Orote Point e East Point).[19]
- la maggiore distanza tra due punti qualsiasi nei 50 stati: 9 429 km, tra l'Atollo di Kure, Hawaii, e Log Point, Elliott Key, Florida.[19]
- la maggiore distanza tra due punti qualsiasi nei 48 Stati contigui: 4 669 km, tra l'isola di North Farallon, in California, e Sail Rock, ad est di West Quoddy Head, nel Maine.[19]
- la maggiore distanza da percorrere in auto nei 48 Stati contigui (tramite il sistema autostradale): 5 937 km, tra Fort Zachary Taylor, e Key West in Florida, fino a Capo Flattery, nello stato di Washington.
- la maggiore distanza tra due punti qualsiasi dei 48 Stati contigui sulla terraferma (distanza lineare): 4 654 km, tra Point Arena, California, e West Quoddy Head, Maine.[19]